# Línea Verde (Metro de Lisboa)
La Línea Verde o Línea de la Carabela (en portugués Linha Verde o Linha da Caravela) es una de las cuatro líneas del Metro de Lisboa. Tiene cerca de 9 kilómetros de largo y 13 estaciones.

## Historia
La primera estación perteneciente a esta línea, Rossio, fue inaugurada en 1963. Hasta 1972 la línea se prolongó sucesivamente hasta Alvalade, pasando, entre otras, por las estaciones de Socorro (actual Martim Moniz), Alameda y Areeiro. En 1993 se construyó el tramo Alvalade – Campo Grande. En 1998 se concluyó la estación de enlace de Baixa/Chiado, permitiendo la eliminación del tramo Restauradores – Rossio. El tramo Rossio – Campo Grande se desconectó de la Línea Azul, dando origen junto con las estaciones Baixa/Chiado y Cais do Sodré a la Línea Verde. En 2002 la línea llegó a Telheiras.
Hasta 2012, la línea Verde contaba con la particularidad de ser la única línea en la cual circulaban trenes con cuatro vagones. Esto se debe a que los andenes de las estaciones de Arroios y Areeiro (esta última en reformas) no permitían la recepción de trenes de más de cuatro vagones. A partir del 22 de febrero de 2012 los trenes pasaron a circular con tres vagones durante todo el día, siendo la única línea donde esto ocurre (en las restantes líneas los trenes circulan con seis vagones).

## Futuras extensiones
Actualmente existen planes para la expansión de la línea desde Telheiras hasta Pontinha, pasando por Horta Nova, pero de momento no está prevista la construcción de esa conexión.

## Estaciones
| utKBHFa |

| utSTRe |

| uTHSTo |

| uABZgl |

| utSTRa |

| utHST |

| utHST |

| utHST |

| utABZgl |

| utTHSTt |

| utHST |

| utHST |

| utHST |

| utHST |

| utHST |

| utTHSTt |

| utABZgl |

| utKBHFe |